# 光亮斑鮃
光亮斑鮃為輻鰭魚綱鰈形目鰈亞目牙鮃科的其中一種，為熱帶海水魚，分布於印度西太平洋的島嶼海域，棲息深度13-78公尺，體長可達25分，棲息在沙泥底質底層水域，以底棲生物為食，生活習性不明。